# Suzakumon
Suzakumon (japonsky 朱雀門, Suzakumon či Šujakumon) byl hlavní vstup do císařských paláců v dávných japonských hlavních městech Fudžiwara-kjó (dnešní Kašihara), Heidžó-kjó (dnešní Nara) a později Heian-kjó (dnešní Kjóto). Nacházel se uprostřed jižní části císařských paláců a tvořil severní konec hlavních tříd Suzaku, které procházely středem měst až k branám Radžómon na jejich jihu.
Toto umístění přesně odpovídalo přejatým čínským vzorům a požadavkům pro stavbu paláců. V souladu se složitým systémem představ a zákonů geomantie musely být císařské paláce umístěny na severní straně obdélníkových měst a obráceny k jihu, aby vévodily přísně souměrnému územnímu plánu hlavních měst. Strážcem jihu byl Rudý ptačí drak Suzaku (朱雀), odtud název brány Suzakumon i hlavní třídy Suzaku neboli Velké cesty Rudého ptačího draka.

## Suzakumon v Naře
V roce 1993 padlo rozhodnutí o rekonstrukci brány Suzakumon bývalého paláce Heidžó ve městě Nara. Jednalo se o velmi obtížný projekt, o to složitější, že neexistovaly žádné dochované architektonické prvky ani jakékoli nákresy, jak vlastně narský Suzakumon vypadal. Byl proto vypracován hypotetický model založený na srovnatelné architektuře a nová brána byla postavena ze směsi tradičních materiálů (cypřišové dřevo a střešní krytina) a betonu, aby stavba odolala častým zemětřesením. Rekonstruovaná brána byla otevřena roku 1998.